# Среднеахтубинский район
Среднеахту́бинский райо́н — административно-территориальная единица (район) и одноимённое муниципальное образование (муниципальный район) в Волгоградской области России.
Административный центр — рабочий посёлок Средняя Ахтуба. Крупнейший населённый пункт — город Краснослободск.

## География
Среднеахтубинский район расположен в юго-восточной части Волгоградской области в Заволжье, между Волгой и Ахтубой. Площадь составляет 2038,5 км².

### Климат
Климат меняется с запада на восток. Территория района находится под влиянием влажных масс воздуха с Атлантического океана и засушливого, континентального климата Средней Азии, влияние которого сказывается более остро и резко. Влияние континентального климата усиливается благодаря проникновению холодных масс воздуха с Северного Ледовитого океана и из степей Сибири. Юго-восточные ветры, дующие из пустынных степей в холодное время года, приносят бураны, а весной они гонят к Волге тепло и сухость. Высокая температура и низкая влажность сильно увеличивает испарение с поверхности почвы. Таким образом, климат засушливый континентальный.

## История

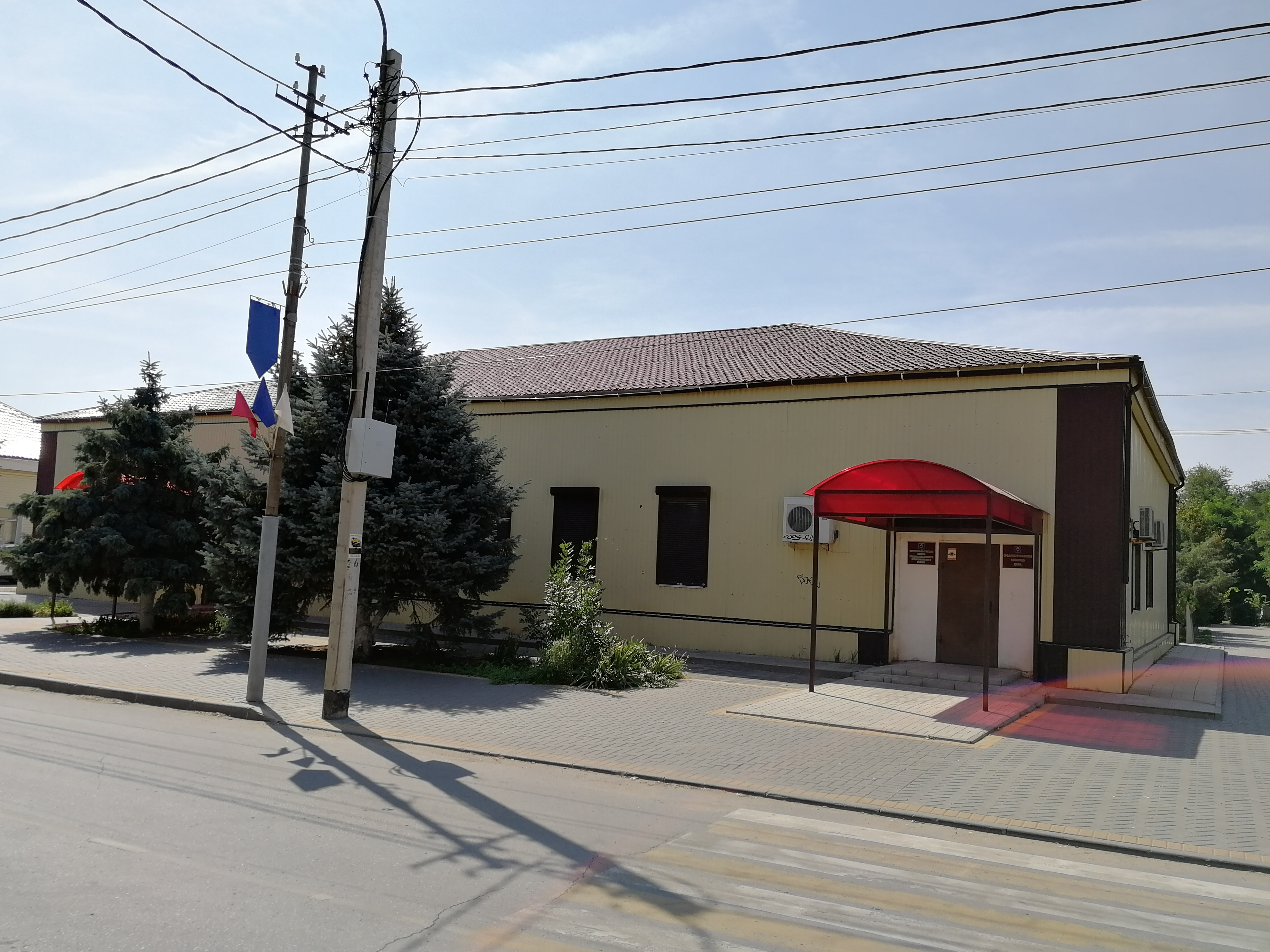
Здание районной думы в посёлке Средняя Ахтуба

Среднеахтубинский район учреждён Постановлением Президиума ВЦИК 23 июня 1928 года в составе Сталинградского округа Нижне-Волжского края. С 1934 года в составе Сталинградского края, с 1936 года — Сталинградской (Волгоградской) области.
В районе хутора Ямы (в 1942 году Краснослободского района), во время Сталинградской битвы на 5 сентября располагался Военный совет и штаб фронта, а А. С. Чуянов оставался на территории Комсомольского садика в Сталинграде.
5 апреля 2005 года в соответствии с Законом Волгоградской области № 1040-ОД район наделён статусом муниципального района. В его составе образованы 12 муниципальных образований: 2 городских и 10 сельских поселений.

## Население
| 1939    | 1959    | 1970    | 1979    | 1989    | 2002    | 2009    | 2010    | 2012    |
| ------- | ------- | ------- | ------- | ------- | ------- | ------- | ------- | ------- |
| 27 346  | ↗46 725 | ↗54 335 | ↘50 129 | ↘48 555 | ↗55 341 | ↗57 550 | ↗58 435 | ↗58 634 |
| 2013    | 2014    | 2015    | 2016    | 2017    | 2018    | 2019    | 2020    | 2021    |
| ↗58 914 | ↗59 115 | ↗59 319 | ↗60 204 | ↗60 815 | ↗60 956 | ↗61 118 | ↘60 471 | ↗61 967 |

В связи с постройкой нового моста через Волгу население стало достаточно быстро расти.

### Урбанизация
В городских поселениях (город Краснослободск и рабочий посёлок Средняя Ахтуба) проживают 49.56 % населения района.

### Гендерный состав
Мужчин — 47,1 %, женщин — 52,9 %.

### Национальный состав
По данным Всероссийской переписи населения 2010 года:
| Национальность | Численность (чел.) | Процент от указавших |
| -------------- | ------------------ | -------------------- |
| Русские        | 50 529             | 87,4%                |
| Казахи         | 1194               | 2,1%                 |
| Татары         | 966                | 1,7%                 |
| Корейцы        | 952                | 1,6%                 |
| Украинцы       | 690                | 1,2%                 |
| Армяне         | 614                | 1,1%                 |
| Другие         | 2883               | 5,0%                 |
| Не указали     | 607                |                      |
| Всего          | 58 435             |                      |

По итогам переписи населения 2020 года проживали следующие национальности (национальности менее 0,1 % и другое см. в сноске к строке «Другие»):
| Национальность | Численность, чел. | Доля     |
| -------------- | ----------------- | -------- |
| Русские        | 55 687            | 89,87 %  |
| Казахи         | 805               | 1,30 %   |
| Корейцы        | 603               | 0,97 %   |
| Татары         | 469               | 0,76 %   |
| Армяне         | 450               | 0,73 %   |
| Чеченцы        | 208               | 0,34 %   |
| Азербайджанцы  | 203               | 0,33 %   |
| Украинцы       | 155               | 0,25 %   |
| Цыгане         | 133               | 0,21 %   |
| Таджики        | 115               | 0,19 %   |
| Узбеки         | 114               | 0,18 %   |
| Немцы          | 63                | 0,10 %   |
| Другие         | 2962              | 4,77 %   |
| Итого          | 61 967            | 100,00 % |

## Муниципально-территориальное устройство
В Среднеахтубинском муниципальном районе выделяются 12 муниципальных образований, в том числе 2 городских поселения и 10 сельских поселений:
| №  | Муниципальное образование                | Административный центр         | Количество населённых пунктов | Население (чел.) | Площадь (км²) |
| -- | ---------------------------------------- | ------------------------------ | ----------------------------- | ---------------- | ------------- |
| 1  | городское поселение город Краснослободск | город Краснослободск           | 3                             | ↘17 959          | 66,19         |
| 2  | городское поселение р.п. Средняя Ахтуба  | рабочий посёлок Средняя Ахтуба | 1                             | ↗14 293          | 24,69         |
| 3  | Ахтубинское сельское поселение           | посёлок Колхозная Ахтуба       | 4                             | ↗2449            | 39,94         |
| 4  | Верхнепогроменское сельское поселение    | село Верхнепогромное           | 3                             | ↘2348            | 363,22        |
| 5  | Кировское сельское поселение             | хутор Лебяжья Поляна           | 9                             | ↘3068            | 71,49         |
| 6  | Клетское сельское поселение              | хутор Клетский                 | 8                             | ↘3384            | 163,39        |
| 7  | Красное сельское поселение               | хутор Красный Сад              | 5                             | ↘2333            | 199,74        |
| 8  | Краснооктябрьское сельское поселение     | посёлок Красный Октябрь        | 4                             | ↗1465            | 456,09        |
| 9  | Куйбышевское сельское поселение          | посёлок Куйбышев               | 9                             | ↘3698            | 116,95        |
| 10 | Рахинское сельское поселение             | село Рахинка                   | 2                             | ↘2241            | 290,78        |
| 11 | Суходольское сельское поселение          | хутор Суходол                  | 6                             | ↘1529            | 102,56        |
| 12 | Фрунзенское сельское поселение           | хутор Закутский                | 7                             | ↘4903            | 62,11         |

## Населённые пункты
В Среднеахтубинский район входит 61 населённый пункт.
| №  | Населённый пункт | Тип             | Население | Муниципальное образование                |
| -- | ---------------- | --------------- | --------- | ---------------------------------------- |
| 1  | Булгаков         | хутор           | 11        | Суходольское сельское поселение          |
| 2  | Бурковский       | хутор           | 866       | Фрунзенское сельское поселение           |
| 3  | Великий Октябрь  | посёлок         | 550       | Куйбышевское сельское поселение          |
| 4  | Верхнепогромное  | село            | ↘1963     | Верхнепогроменское сельское поселение    |
| 5  | Волжанка         | посёлок         | 166       | Верхнепогроменское сельское поселение    |
| 6  | Вондо            | посёлок         | 28        | Рахинское сельское поселение             |
| 7  | Восьмое Марта    | посёлок         | 19        | Краснооктябрьское сельское поселение     |
| 8  | Вторая Пятилетка | посёлок         | 714       | городское поселение город Краснослободск |
| 9  | Вязовка          | хутор           | 167       | Куйбышевское сельское поселение          |
| 10 | Госпитомник      | хутор           | 1005      | Фрунзенское сельское поселение           |
| 11 | Закутский        | хутор           | 1446      | Фрунзенское сельское поселение           |
| 12 | Заяр             | хутор           | 147       | Красное сельское поселение               |
| 13 | Звездный         | посёлок         | 245       | Верхнепогроменское сельское поселение    |
| 14 | Зональный        | хутор           | 70        | Кировское сельское поселение             |
| 15 | Калинина         | посёлок         | 427       | Красное сельское поселение               |
| 16 | Каширин          | хутор           | 4         | Куйбышевское сельское поселение          |
| 17 | Киляковка        | посёлок         | 280       | Ахтубинское сельское поселение           |
| 18 | Кировец          | посёлок         | 723       | Кировское сельское поселение             |
| 19 | Клетский         | хутор           | ↘1666     | Клетское сельское поселение              |
| 20 | Колхозная Ахтуба | посёлок         | 1261      | Ахтубинское сельское поселение           |
| 21 | Кочетково        | хутор           | 185       | Куйбышевское сельское поселение          |
| 22 | Краснослободск   | город           | ↘16 419   | городское поселение город Краснослободск |
| 23 | Красный          | посёлок         | 67        | Куйбышевское сельское поселение          |
| 24 | Красный Буксир   | посёлок         | 236       | Кировское сельское поселение             |
| 25 | Красный Октябрь  | посёлок         | 1246      | Краснооктябрьское сельское поселение     |
| 26 | Красный Партизан | посёлок         | 33        | Краснооктябрьское сельское поселение     |
| 27 | Красный Сад      | хутор           | 869       | Красное сельское поселение               |
| 28 | Кривуша          | хутор           | 128       | Клетское сельское поселение              |
| 29 | Куйбышев         | посёлок         | 2468      | Куйбышевское сельское поселение          |
| 30 | Лебяжья Поляна   | хутор           | 950       | Кировское сельское поселение             |
| 31 | Максима Горького | посёлок         | 367       | Краснооктябрьское сельское поселение     |
| 32 | Максима Горького | посёлок         | 21        | Суходольское сельское поселение          |
| 33 | Маляевские Дачи  | хутор           | 0         | Суходольское сельское поселение          |
| 34 | Маслово          | посёлок         | 461       | Фрунзенское сельское поселение           |
| 35 | Невидимка        | хутор           | 35        | Куйбышевское сельское поселение          |
| 36 | Новенький        | хутор           | 283       | Ахтубинское сельское поселение           |
| 37 | Первомайский     | посёлок         | 451       | Красное сельское поселение               |
| 38 | Песчанка         | посёлок         | 542       | городское поселение город Краснослободск |
| 39 | Пламенка         | хутор           | 340       | Клетское сельское поселение              |
| 40 | Приканальный     | посёлок         | 96        | Кировское сельское поселение             |
| 41 | Прыщевка         | хутор           | 165       | Клетское сельское поселение              |
| 42 | Рахинка          | село            | ↘2493     | Рахинское сельское поселение             |
| 43 | Репино           | хутор           | 269       | Клетское сельское поселение              |
| 44 | Рыбачий          | посёлок         | 201       | Фрунзенское сельское поселение           |
| 45 | Рыбоводный       | посёлок         | 162       | Кировское сельское поселение             |
| 46 | Сахарный         | хутор           | 169       | Фрунзенское сельское поселение           |
| 47 | Средняя Ахтуба   | рабочий посёлок | ↗14 293   | городское поселение р.п. Средняя Ахтуба  |
| 48 | Стандартный      | посёлок         | 229       | Красное сельское поселение               |
| 49 | Старенький       | хутор           | 243       | Кировское сельское поселение             |
| 50 | Стахановец       | хутор           | 51        | Куйбышевское сельское поселение          |
| 51 | Суходол          | хутор           | 1334      | Суходольское сельское поселение          |
| 52 | Таловый          | хутор           | 26        | Суходольское сельское поселение          |
| 53 | Третий Решающий  | посёлок         | 334       | Фрунзенское сельское поселение           |
| 54 | Третья Карта     | посёлок         | 483       | Кировское сельское поселение             |
| 55 | Тумак            | хутор           | 279       | Клетское сельское поселение              |
| 56 | Тутов            | хутор           | 84        | Ахтубинское сельское поселение           |
| 57 | Тырлы            | хутор           | 41        | Кировское сельское поселение             |
| 58 | Чапаевец         | хутор           | 205       | Суходольское сельское поселение          |
| 59 | Шумроватый       | хутор           | 63        | Куйбышевское сельское поселение          |
| 60 | Щучий            | хутор           | 239       | Клетское сельское поселение              |
| 61 | Ямы              | хутор           | 400       | Клетское сельское поселение              |

## Экономика

### Промышленность
Отрасли обрабатывающей промышленности:
- стройматериалов (кирпичный и керамзитный заводы в Средней Ахтубе)

## Достопримечательности
- Волгоградский дебаркадер
- Парк-музей русской сказки имени А.С Пушкина (п.Кировец)